# Solar da Viscondessa do Livramento
O Solar da Viscondessa do Livramento é um casarão histórico localizado na cidade do Recife, capital do estado brasileiro de Pernambuco. Abriga atualmente o Batalhão Matias de Albuquerque.

## História
O solar de número 198 da Rua Benfica, no bairro da Madalena, foi moradia de Maria Ursulina Moreira, a Viscondessa do Livramento.